# Distrito de Inkawasi (La Convención)
El Distrito peruano de Inkawasi es uno de los quince distritos de la Provincia de La Convención, ubicada en el Departamento de Cusco,  bajo la administración el Gobierno regional del Cusco.  Limita por el norte con y este con el distrito de Vilcabamba, provincia cusqueña de La Convención; por el oeste  y noroeste con el distrito de Chungui, en la provincia de La Mar (Ayacucho); y, por el sur con el distrito de Huanipaca en la provincia de Abancay y el distrito de Pacobamba en la provincia de Andahuaylas (Apurímac).
Desde el punto de vista jerárquico de la Iglesia católica forma parte de la Vicariato Apostólico de Puerto Maldonado

## Historia
Fue creado mediante Ley 30265 del 19 de noviembre de 2014 durante el gobierno del Presidente Ollanta Humala.

## Geografía
Su capital es el poblado de Amaybamba situado a los  m s. n. m.

## Autoridades

### Municipales
- 2023 - 2026[3]
  - Alcalde: Joaquin Masias echaccaya, Fuerza Inka Amazonica.
  - Regidores:

  1. Hector Gonzales Altamirano (Fuerza Inka Amazonica)
  2. Betzabe Chavez Nieve (Fuerza Inka Amazonica)
  3. Arturo Altamirano Venero Quipo Candia (Fuerza Inka Amazonica)
  4. Olivia Aspur Torres (Fuerza Inka Amazonica)
  5. Raul Casa Zúñiga (Alianza Para El Progreso)

## Festividades
- Virgen Asunta.
- Santísima Cruz.